# UFC 297
UFC 297: Strickland vs. du Plessis è stato un evento di arti marziali miste tenuto dalla Ultimate Fighting Championship il 20 gennaio 2024 al Scotiabank Arena di Toronto, in Canada.

## Risultati
|                                        | Divisione                |                      |                 |                      | Metodo                                      | Round           | Tempo           | Premio          |
| Card Principale                        | Card Principale          | Card Principale      | Card Principale | Card Principale      | Card Principale                             | Card Principale | Card Principale | Card Principale |
| -------------------------------------- | ------------------------ | -------------------- | --------------- | -------------------- | ------------------------------------------- | --------------- | --------------- | --------------- |
| Sfida valida per il titolo di campione | Pesi medi                | Dricus Du Plessis    | batte           | Sean Strickland (c)  | Decisione non unanime (47–48, 48–47, 48–47) | 5               | 5:00            | FOTN            |
| Sfida valida per il titolo di campione | Pesi gallo femminili     | Raquel Pennington    | batte           | Mayra Bueno Silva    | Decisione unanime (49–46, 49–46, 49–45)     | 5               | 5:00            |                 |
|                                        | Pesi welter              | Neil Magny           | batte           | Mike Malott          | KO tecnico (pugni)                          | 3               | 4:45            |                 |
|                                        | Pesi medi                | Chris Curtis         | batte           | Marc-André Barriault | Decisione non unanime (30–27, 28–29, 30–27) | 3               | 5:00            |                 |
|                                        | Pesi piuma               | Movsar Evloev        | batte           | Arnold Allen         | Decisione unanime (29–28, 29–28, 29–28)     | 3               | 5:00            |                 |
| Card Preliminari                       |                          |                      |                 |                      |                                             |                 |                 |                 |
|                                        | Pesi gallo               | Garrett Armfield     | batte           | Brad Katona          | Decisione unanime (29–28, 29–28, 29–28)     | 3               | 5:00            |                 |
|                                        | Pesi piuma               | Sean Woodson         | batte           | Charles Jourdain     | Decisione non unanime (28–29, 29–28, 29–28) | 3               | 5:00            |                 |
|                                        | Catchweight (139.75 lbs) | Ramon Taveras        | batte           | Serhiy Sidey         | Decisione non unanime (28–29, 29–28, 29–28) | 3               | 5:00            |                 |
|                                        | Pesi paglia femminili    | Gillian Robertson    | batte           | Polyana Viana        | KO tecnico (pugni)                          | 2               | 3:12            | POTN            |
|                                        | Pesi welter              | Sam Patterson        | batte           | Yohan Lainesse       | Sottomissione (rear-naked choke)            | 1               | 2:03            |                 |
|                                        | Pesi gallo femminili     | Jasmine Jasudavicius | batte           | Priscila Cachoeira   | Sottomissione (anaconda choke)              | 3               | 4:21            | POTN            |
|                                        | Catchweight (127.5 lbs)  | Jimmy Flick          | batte           | Malcolm Gordon       | Sottomissione (arm-triangle choke)          | 2               | 1:17            |                 |

## Premi
I lottatori premiati ricevettero un bonus di 50.000 dollari.
Legenda:
- FOTN: Fight of the Night (vengono premiati entrambi gli atleti per il miglior incontro dell'evento)
- POTN: Performance of the Night (viene premiato il vincitore per la migliore performance dell'evento)